# Gilda Buttà
Gilda Buttà, née le 29 juillet 1959 à Patti, dans la province de Messine, est une pianiste italienne.

## Biographie
Née à Patti, dans la province de Messine, elle étudie la musique au Conservatoire Giuseppe-Verdi de Milan, diplômée avec mention à l’âge de seize ans sous la direction de Carlo Vidusso (it). Gagnante de divers concours nationaux de piano dès son plus jeune âge, en 1976, elle remporte le prix Franz Liszt et commence une intense activité de concert, organisant des concerts en Europe et en Asie. Elle est l’épouse du violoncelliste Luca Pincini, avec qui elle joue en duo. Elle collabore avec Ennio Morricone, avec qui elle a enregistré des bandes son (surtout La Légende du pianiste sur l'océan) et autres compositions. Ancien professeur des conservatoires de Florence et Pescara, elle occupe actuellement la chaire de piano du conservatoire de Frosinone. Elle a enregistré pour BMG, CAM, Sony Music, MEG Italy, Warner, Virgin Records, Victor, RCA Italiana et EMI. Pour Weights & Measures, avec Luca Pincini, elle a récemment enregistré Two Skies, avec de la musique de Rachmaninov, Gershwin et Ferrio. Toujours avec Luca Pincini, elle a enregistré trois albums : Composers, Absolutely Ennio Morricone et Playing George Gershwin pour U07 Records. Elle a été brièvement mariée à Michel Petrucciani.

## Source
- (it) Cet article est partiellement ou en totalité issu de l’article de Wikipédia en italien intitulé « Gilda Buttà » (voir la liste des auteurs).